# اشرف رویا
اشرف رؤیا (به ترکی استانبولی: Eşref Rüya) یک مجموعه تلویزیونی اکشن و درام ساخت کشور ترکیه و محصول شرکت Tims&B Productions به کارگردانی اولوچ بایراکتار و نویسندگی اتهم اوزیشیک است. اولین قسمت آن در ۱۹ مارس ۲۰۲۵ منتشر شد. نقش‌های اصلی این سریال را چاغاتای اولوسوی، دمت اوزدمیر بازی می‌کنند. شخصیت های اصلی(اشرف_کوردال_فاروغ_مسلم_ایرماک)

## خلاصه داستان
اشرف مردی ثروتمند و قدرتمند است، او در جوانی یتیم شده و سرنوشت او را به دنیای مافیا پیوند زد؛ اشرف اسیری عشقی است که هیچ وقت تجربه نکرده است تا وقتی که با نیسان روبرو می‌شود؛ او یک نوازنده جوان و با استعداد است، نیسان باعث می‌شود تا اشرف با عشق آشنا شود و…

## فیلم‌برداری‌ها
این سریال در استانبول فیلم‌برداری شده است. صحنه‌های عمارت اشرف تک در ساری‌یر، صحنه‌های هتل در شیشلی، صحنه‌های ایستگاه پلیس در اسکدار، صحنه‌های خانه نیسان آکیول در منطقه بی‌اوغلو گرفته شده است؛ صحنه‌هایی که گروه یتیمان دور هم جمع می‌شوند در Büyük Yeni Han فیلمبرداری شده است.

## بازیگران و شخصیت‌ها

### شخصیت‌های اصلی
| بازیگر           | نقش           |
| ---------------- | ------------- |
| چاغاتای اولوسوی  | اشرف تک       |
| دمت اوزدمیر      | نیسان آکیول   |
| بوشرا دیولی      | چیدم سریم     |
| نجیب میملی       | گوردال بوزوک  |
| تولگا تکین       | مسلم چرمیک    |
| احمد رفعت شونگر  | فاروق سزری    |
| گورکم سویندیک    | قدیر یانیک    |
| مجیت کپر         | یعقوب کاراشان |
| جرن بندرلی اوغلو | ایرماک بوزوک  |

### شخصیت‌های حمایتی
| بازیگر           | نقش              |
| ---------------- | ---------------- |
| امید کاراداغ     | سردار گونسور     |
| صفا زنگین        | سیفو کور         |
| ابرار کارابکان   | افرا آکیول       |
| گوکچم کوبان      | جرن              |
| زیتون بارت       | تانر             |
| کرم آلپ          | اوکان            |
| سنر ساواس        | سادیک گلریوز     |
| آسکین سنول       | جمیل هاچیبیگوویچ |
| کان تورگوت       | کنعان            |
| احمد ییلدریم     | سونگور بیلاوا    |
| اصلی ساکار       | به خانم          |
| نسلیهان ارسلان   | برکت             |
| فریحا ایوب اوغلو | حافظ             |
| تایلان گولدره    | هاتف             |
| ابرو آیتمور      | گنجا             |

### شخصیت‌های مهمان
| بازیگر        | نقش       |
| ------------- | --------- |
| ابراهیم دیزلک | رئیس پلیس |
| ولکان اویگان  | عزت       |
| یاشار گوندم   | ندیم      |
| حسین سویسالان | نصرت      |

## پخش
| فصل   | روز و زمان پخش                     | شروع فصل     | پایان فصل    | تعداد قسمت ها | محدوده پخش | سال انشار | کانال تلویزیونی |
| ----- | ---------------------------------- | ------------ | ------------ | ------------- | ---------- | --------- | --------------- |
| فصل ۱ | چهارشنبه ساعت ۲۰:۰۰ (به وقت ترکیه) | ۱۹ مارس ۲۰۲۵ | ۱۸ ژوئن ۲۰۲۵ | ۱۳            | ۱-۱۳       | ۲۰۲۵      | کانال D (ترکیه) |
| فصل ۲ | چهارشنبه ساعت ۲۰:۰۰ (به وقت ترکیه) | به زودی      | -            | -             | ۱۴-        | ۲۰۲۵-     | کانال D (ترکیه) |